# Mileva Marić
Mileva Marić (ejtsd: miléva márity, korábbi hivatalos magyar helyesírás: Márity Miléva; Titel, 1875. december 19. – Zürich, 1948. augusztus 4.) szerb matematikus, fizikus, Albert Einstein első felesége.

## Családja
Mileva 1875. december 19-én született az akkor Magyarországhoz (Osztrák–Magyar Monarchia) tartozó (délvidéki Bács-Bodrog vármegyei) Titelen. Apja Milos Marić, gazdag földbirtokos, állami tisztségviselő, egyébként leszerelt katona volt, fontos tevékenységet végzett a helybeli szerb ortodox egyházi közösségben. Mind a Mileva, mind a Marić boszniai szerb eredetre utal. Anyja Ruzits Mária, elismert kereskedőcsaládból származott. Alapiskoláiban megtanult magyarul, így hát Zürichben, már mint Einstein társa, fel tudta olvasni neki a Magyarországról érkezett tudományos közleményeket, köztük Eötvös Loránd munkáit.

## Iskolái
1885-től kis ideig Szabácson (Šabac) járt gimnáziumba, ami az akkori lányok számára szinte lehetetlenség volt. Később édesapja egy zágrábi gimnáziumba íratta, de az utolsó évet már Svájcban fejezte be. Ezután beiratkozik a zürichi Műegyetemre. Itt, a matematika-fizika szakon ismerkedett meg későbbi férjével, Albert Einsteinnel. 1900-ban Marić megbukott a tanári záróvizsgán 4,00-es átlaggal, mivel csak 2,5-et szerzett a matematika részében (függvényelmélet). Marić tudományos karrierje 1901-ben törést szenvedett, mikor Einstein teherbe ejtette. Három hónapos terhesen újra megkísérelte a záróvizsgát, de másodszorra is megbukott. A diplomamunkáját, amit később doktori értekezéssé kívánt volna fejleszteni Heinrich Weber professzor témavezetése mellett, szintén félbehagyta.

## Kapcsolata Einsteinnel
Kettejük kapcsolata a tudománytörténet egyik különös, mégis kevéssé ismert párkapcsolata. Elsősorban fennmaradt levelezésükből tudunk rá következtetni. (Levelezésüket Roboz Erzsébet, Hans Albert Einstein felesége kutatta.) 54 fennmaradt levelük ismert, melyek zöme szerelmeslevél, de hellyel-közzel vitatnak meg bennük szakmai – elsősorban termodinamikai – kérdéseket is.
1901-ben Mileva várandós lett Alberttől, akivel addig csak alkalmanként találkoztak. Mivel Einstein nem kapott munkát, nem tudtak összeházasodni, ezért Mileva hazament szülni. (Einstein családja – főleg édesanyja, Pauline – is ellenezte a kapcsolatot. Mivel nem volt munkája, otthonról kapott pénzt, ezért ez is befolyásolhatta, hogy csak 2 évvel később házasodnak össze.)
1902-ben megszületett első közös gyermekük, akit Lieserlnek neveznek el. A gyermek későbbi sorsáról semmi biztosat nem lehet tudni, vagy árvaházba adták és ott meghalt, vagy nevelőszülőkhöz adták. Még ebben az évben Einstein állást kapott a Berni Szabadalmi Hivatalban (Grossmann Gyula segítségével, akinek a fiával, Grossmann Marcellel csoporttársak voltak az egyetemen), és 1903 elején összeházasodtak (gyermeküket nem vették magukhoz).
1904-ben megszületik Hans Albert, majd egy évre rá Einstein publikálta speciális relativitáselméletét. Ekkor a házaspár már együtt élt, de nincs perdöntő bizonyíték (ld. alább), hogy Mileva számottevően hozzájárult volna a tudományos sikerekhez.
1911-től a házasságuk megromlott, Einsteinnek egyre több a munkája, és egyre több időt töltött Elsával, másodunokatestvérével. Később Mileva hazatért a Vajdaságba, és apjuk akarata ellenére megkeresztelte fiaikat, Hans Albertet és Eduardot.
Kapcsolatuk tovább romlott, Einstein már nyilvánvalóan csalta Milevát, majd 1919-es válásuk után el is vette unokatestvérét. A válás érdekes kitétele, hogy Einstein felajánlotta Milevának a még meg nem kapott Nobel-díja összegét (Ezt majd csak 1921-ben ítélik neki oda, és 1923-ban kapja kézhez) - ez egyes tudománytörténészeknél azt a spekulációt táplálja, hogy komoly szerepe volt a munkásságában (ld. alább).

## Munkássága, szerepe Einstein felfedezéseiben
A Marić-tyal kapcsolatos legvitatottabb kérdés az, hogy volt-e, és ha igen, mekkora szerepe Einstein korai munkásságában, különösen az Annus Mirabilis cikkeiben. Ugyanakkor a tudománytörténészek jelenlegi konszenzusa az, hogy nem volt számottevő tudományos hozzájárulása. Egyes történészek ezt vitatják, és komolyabb szerepet tulajdonítanak neki.
Az érvelés, hogy Marićot Einstein az 1905-ös cikkekben kicsúcsosodó korai munkásságában társszerzőnek kéne tekinteni, leginkább a következő bizonyítékokra támaszkodik:
- Az ismert orosz fizikus, Abram Joffe beszámolója, aki a három Annus Mirabilis-cikk szerzőjét egy nem létező svájci szokás alapján tévesen Einstein-Marity-ként (azaz hozzáfűzte Einstein nevéhez akkori felesége, Marić családnevének magyar írásmódú változatát) adta meg.[15] Ugyanakkor a kérdéses bekezdésben, amiben Joffe kijelentette, hogy Einstein belépője a tudomány arénájába "felejthetetlen" volt, az 1905-ös cikkek szerzőjét (egyes számban) mint "a berni szabadalmi hivatal bürokratája" írja le (azaz igazából csak Einsteinről van szó).[16]
- Egy Mileva által egy szerb barátnak tett állítólagos megjegyzés,[17] amiben 1905-ről úgy beszél, hogy "fontos munkát fejeztünk be, ami a férjemet világhírűvé fogja tenni".[18]
- Levelek, amikben Einstein a "mi elméletünk" és a "mi munkánk" kifejezésekkel él. John Stachel mutatott rá, hogy ezek a levelek még hallgató korukban születtek, legalább 4 évvel az 1905-ös cikkek előtt, és egyes ilyen esetekben a "mi" jelző a diplomamunkájukra vonatkozik, aminek témájául mindketten a hővezetés kísérleti vizsgálatát választották.[19] Stachel szerint a többi esetben a "mi"-t csak általánosságban használta, míg konkrét, éppen munkája tárgyát képző ötleteiről kivétel nélkül az "én" vagy "enyém" névmásokkal számolt be: "a Marić-hoz írott levelekben Einstein a tanulmányaira, a mozgó testek elektrodinamikájára több mint egy tucatszor hivatkozik, szemben egyetlenegy alkalommal, mikor a "mi munkánk" kifejezést használja a relatív mozgás problémája kapcsán".[20] Két esetben, mikor Marić válaszlevele is fennmaradt Einstein olyan leveleire, amikben legutóbbi ötleteiről számol be, nem reagál ezekre a részekre. Leveleiben, szemben Einsteinéival, csakis személyes témák vagy a politechnikumbeli feladataival kapcsolatos megjegyzések szerepelnek. Stachel szerint: "az esetében nincsenek publikált cikkek, nincsen komoly tudományos értékkel bíró levelezés akár Einsteinnel, akár akárki mással, vagy bármilyen egyéb kézzelfogható bizonyíték feltételezett alkotó tehetségéről. Még csak hallomásbeli beszámolóink sincsenek beszélgetésekről, amelyeknek valamilyen konkrét tudományos tartalma van, vagy amik az ő ötleteiről tanúskodnának".[21]
- A válási egyezség, amelyben Einstein neki ígérte a Nobel-díjjal járó pénzjutalmat. Fontos azonban itt megjegyezni, hogy Einstein ezt azért ajánlotta fel, hogy a húzódozó Marić-ot rávegye, hogy elváljon tőle. Az egyezség értelmében az összeget egy, a fiaik nevére szóló alapban tartották, de ő szabadon rendelkezhetett a kamatokkal.[22] Nemrég hozzáférhetővé vált levelek (Einstein mostohaunokája, Margot Einstein úgy hagyatkozott, hogy a saját halála után 20 évvel bonthatóak fel) alapján Walter Isaacson[23] arról számolt be, hogy a Nobel-díj pénzjutalmát három zürichi lakóházba fektették be.

Nincsenek igazán erős érvek amik támogatnák az elképzelést, hogy Marić segített Einsteinnek az elméletei kifejlesztésében. Einsteinen kívül egyéb Nobel-díjasok is osztották meg a díjhoz tartozó pénzjutalmat exfeleségeikkel válási egyezségeik értelmében. A pár saját fia, Hans Albert kijelentette, hogy amikor anyja hozzáment Einsteinhez, akkor feladta saját tudományos ambícióit. Einstein rendkívül termékeny kutató maradt az 1920-as években is, roppant fontos eredményeket produkálva hosszú idővel azután, hogy 1914-ben elvált Marić-tól. Utóbbi azonban sohasem publikált semmit, és Einstein semelyik barátja és kollégája sem tett említést róla, hogy Marić részt vett volna a munkájában, habár maguk számtalan beszélgetést folytattak Einsteinnel ötleteiről. De a legfontosabb talán, hogy Marić saját maga se állította soha, hogy akármilyen szerepe is lett volna Einstein tudományos eredményeiben, vagy akár csak utalt volna ilyen szerepre legközelebbi bizalmas barátnőjével, Helene Savić-tyal folytatott személyes levelezésében.
Egy anekdota szerint Einstein felesége sokat segített Einsteinnek az elmélete matematikai kidolgozásában. Az első tudományos cikken is eredetileg ketten szerepeltek szerzőként, de Einstein az utolsó pillanatban kihúzta felesége nevét. Amikor a lap szerkesztője csodálkozva megkérdezte, hogy miért tette ezt, Einstein állítólag úgy válaszolt, hogy: „Wir sind ein Stein” (azaz: mi ketten „egy kő” vagyunk).